# Bathymedon antennarius
Bathymedon antennarius is een vlokreeftensoort uit de familie van de Oedicerotidae. De wetenschappelijke naam van de soort is voor het eerst geldig gepubliceerd in 1980 door Just.